# Raul Mewis
Raul Mewis (* 3. Juni 1886 in Charlottenburg; † 23. Februar 1972 in Hamburg) war ein deutscher Marineoffizier, zuletzt Admiral der Kriegsmarine.

## Leben

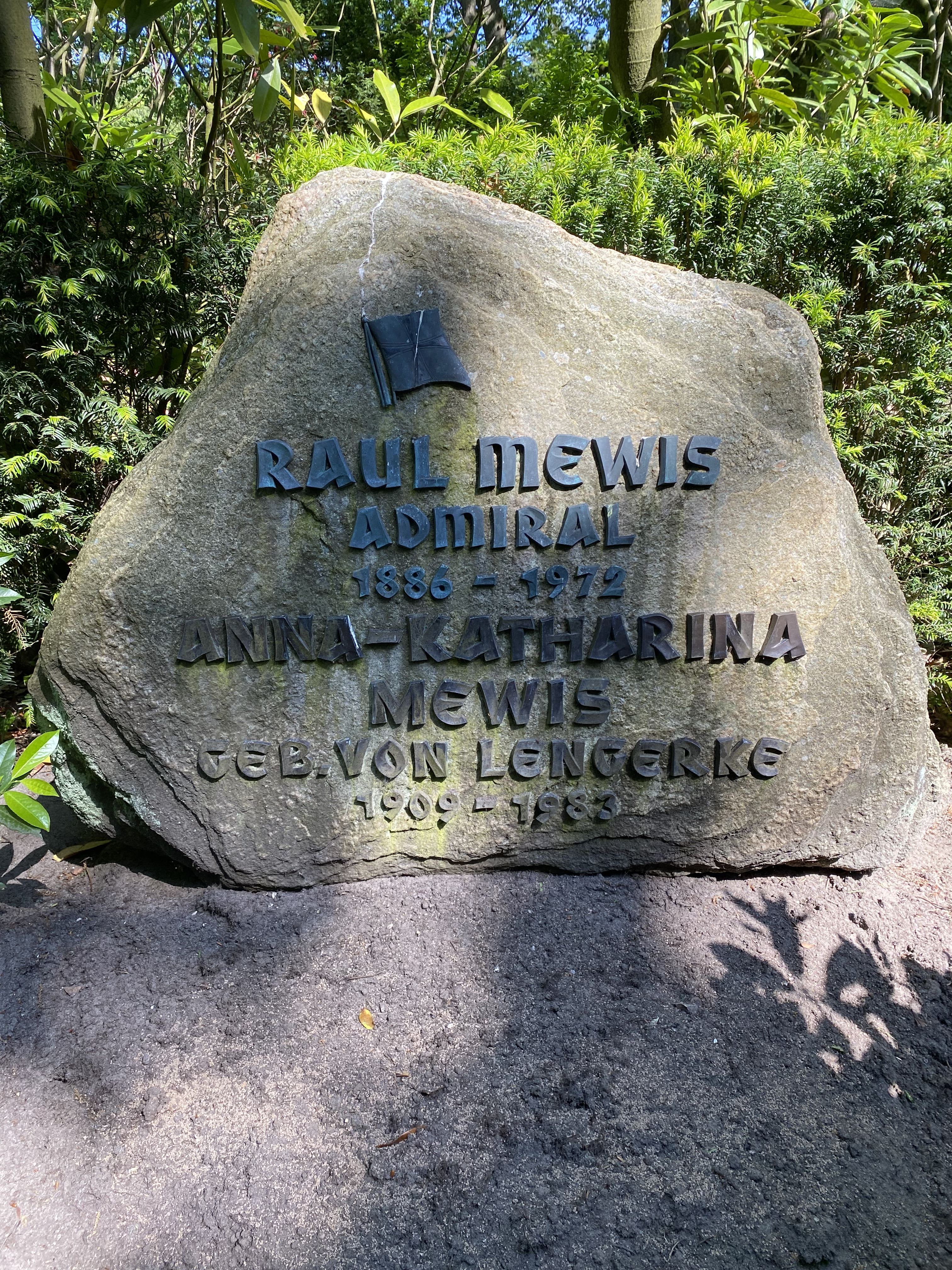
Grabstätte auf dem Friedhof Blankenese

### Kaiserliche Marine
Mewis trat am 1. April 1906 in die Kaiserliche Marine ein und erhielt seine erste Bordausbildung als Seekadett auf der Stein. Vom 1. April 1908 bis zum 30. September 1908 war er an der Marineakademie und -schule (Kiel). Anschließend kam er für ein Jahr auf die Elsass und für zwei Jahre auf die Roon. Im September 1911 wurde er zur 1. Torpedo-Division versetzt. Im Dezember 1912 war er zwölf Tage auf der Friedrich Carl. Bis zum Ende des Ersten Weltkrieges fuhr er auf sieben Torpedobooten, zunächst als Wachoffizier, ab Juni 1915 als Kommandant in der 2. und 3. Torpedoboot-Halbflottille. In der Novemberrevolution wurde er zur Verfügung gestellt und im Februar 1919 noch für einen Monat zum Chef der 15. Torpedoboot-Halbflottille ernannt.

### Reichsmarine
Von der Reichsmarine übernommen, war er von März 1919 bis Juni 1920 Adjutant und Kompaniechef im III. Seebataillon. Anschließend war er vier Monate in der Schiffstammdivision Ostsee. Im Oktober 1920 kam er als Adjutant zum neu aufgestellten Stab der Landstreitkräfte Ostsee auf dem Dänholm in Stralsund. Im Februar 1922 wechselte er zum Flottenkommando, in dem er als Verbindungsoffizier zum Heer der Reichswehr diente. Noch als Kapitänleutnant war er von März bis September 1923 Chef der 1. Halbflottille. Als Korvettenkapitän für die Seeschifffahrt zuständig, war er ab 1. November 1923 fast zwei Jahre beim Oberbefehlshaber der Seestreitkräfte. Nach einem Jahr als Chef der 1. Torpedo-Halbflottille wurde er im Herbst 1926 für drei Monate auf den Gaffelschoner Großherzogin Elisabeth kommandiert. Am 3. Januar 1927 kam er als Kommandant auf das Segelschulschiff Niobe. Ab 30. Juni 1929 war er Kommandeur der Marineschule Friedrichsort. Vom 30. September 1931 bis zum 5. Juni 1933 war er Chef des Stabes beim Admiral Ausbildung. Am 27. Juni 1933 wurde er der erste Kommandant der ersten Gorch Fock.

### Kriegsmarine
Als Kapitän zur See in der Kriegsmarine war er ab 27. März 1935 Festungskommandant und Hafenkapitän in Kiel. Als Konteradmiral und Vizeadmiral war er zugleich vom 1. Oktober 1937 bis zum 31. Mai 1940 Küstenbefehlshaber westliche Ostsee. Nach zwei Monaten als Küstenbefehlshaber Dänemark war er ab 1. Juni 1940 Marinebefehlshaber Dänemark und ab 1. Februar 1943 Kommandierender Admiral Dänemark. Er wurde am 18. März 1943 für zwei Monate zur Verfügung der Marinestation der Ostsee gestellt und zum 31. Mai 1943 pensioniert.

## Ehrungen
Beförderungen
- 6. April 1907 Fähnrich zur See
- 30. September 1909 Leutnant zur See
- 19. September 1912 Oberleutnant zur See
- 26. April 1917 Kapitänleutnant
- 1. November 1925 Korvettenkapitän
- 1. Dezember 1930 Fregattenkapitän
- 1. April 1933 Kapitän zur See
- 1. April 1937 Konteradmiral
- 1. November 1939 Vizeadmiral
- 1. März 1942 Admiral

- Deutsches Kreuz in Silber (1943)[7]
- Eisernes Kreuz 2. und 1. Klasse (1914)
- Hanseatenkreuz (Lübeck)
- Rettungsmedaille am Band (Preußen)
- Ehrenkreuz des Weltkrieges
- Dienstauszeichnung (Wehrmacht) IV. bis I. Klasse
- Wiederholungsspange zum Eisernen Kreuz II. Klasse
- Kriegsverdienstkreuz II. Klasse mit Schwertern
- Kriegsverdienstkreuz I. Klasse mit Schwertern